# Listă de formații post-metal
Lista formațiilor de post-metal include artiști și trupe care pe durata carierei au interpretat lucrări în stil post-metal.

## Lista
| - *shels - A Hope for Home - Agalloch - Akûma - Alcest - Altar of Plagues - Amenra - Amesoeurs - Ancestors - Aavayga - Atoma - Bullet Course - Battle of Mice - Boris - Buried Inside - Burst - Callisto - Cloudkicker - Cult of Luna - Caves of Glass - Coffinfish - Celeste - Deafheaven - Deftones - Deathmøle - Dirge - Dumb Numbers - Everything in Slow Motion - Falls of Rauros - Helmet - Havoc Unit | - Intronaut - Isis - Jesu - Les Discrets - Long Distance Calling - Made Out of Babies - Main - Mouth of the Architect - Neurosis - Nadja - The Ocean - Pantera - Pelican - Prong | - Red Sparowes - Rinoa - Rosetta - Russian Circles - Sarin - Scorn - Sólstafir - Tool - Twilight - Ulcerate |